# Emerson (ur. 1976)
Emerson, właśc. Emerson Ferreira da Rosa (ur. 4 kwietnia 1976 w Pelotas) – brazylijski piłkarz który występował na pozycji środkowego pomocnika. W latach 1997–2006 reprezentant Brazylii, z którą zdobył Wicemistrzostwo świata 1998, mistrzostwo Copa América 1999, złoto Pucharu Konfederacji 2005 i srebro 1999,  uczestnik Copa América 2001, Pucharu Konfederacji 2003, mistrzostw świata 1998 i 2006. Podczas swojej kariery grał w takich klubach jak m.in. Grêmio, Bayer 04 Leverkusen, Juventus F.C., Real Madryt, A.C. Milan i Santos FC.

## Życiorys
Emerson zaczynał karierę jako obrońca, później został przekwalifikowany na środek pomocy. Do Europy piłkarz wyjechał w 1997 w związku z transferem do Bayeru 04 Leverkusen.
W 2000 odrzucił ofertę Bayernu Monachium i przeniósł się do Rzymu, by grać w AS Roma. W stolicy Włoch Emerson szybko się zaadaptował, stał się kluczowym zawodnikiem drużyny i już w pierwszym sezonie zdobył mistrzostwo Włoch. Po czterech latach gry dla Romy zdecydował się – wraz z Fabiem Capello – przenieść do Juventusu. Z tą drużyną dwa razy zdobył mistrzostwo.
W 2006 r. Włoski trener Fabio Capello zapragnął mieć do dyspozycji swojego Emersona – w ten sposób Emerson razem z Fabiem Cannavaro przeprowadzili się do stolicy Hiszpanii za łączną kwotę 20 milionów euro. Nie sprawdził on się jednak w Madrycie, i już rok później, w sierpniu 2007 Emerson podpisał dwuletni kontrakt z drużyną z Mediolanu – AC Milan. 22 kwietnia 2009 rozwiązał swój kontrakt z Milanem z powodów osobistych. 26 lipca 2009 podpisał kontrakt z Santosem FC.
W reprezentacji Brazylii Emerson debiutował w 1997 i występował w niej do 2006. Grał na Mistrzostwach Świata we Francji w 1998. Z powodu kontuzji nie wystąpił na mistrzostwach w 2002, ale już cztery lata później udało mu się zagrać na mistrzostwach świata w Niemczech. W 2005 zdobył Puchar Konfederacji.
Dnia 18 października 2009 postanowił zakończyć karierę.

## Sukcesy

### AS Roma
- Mistrzostwo Włoch 2001
- Superpuchar Włoch 2001

### Juventus
- Mistrzostwo Włoch 2005
- Mistrzostwo Włoch 2006

### Real Madryt
- Mistrzostwo Hiszpanii 2007

### Reprezentacja
- Wicemistrzostwo Świata 1998
- Puchar Konfederacji 2005